# Emil Hauser
Emil Hauser, (Emmanuel) (Budapest (Hongria), 17 de maig, 1893 - Israel, 27 de gener, 1978), va ser un violinista i professor hongarès amb ciutadania israeliana i ciutadania americana naturalitzada. Va ser cofundador i líder del Budapest String Quartet, fundador del Conservatori de Música de Palestina (1933) i el seu primer director, i professor de música a la Juilliard School i al "Bard College" de Nova York.

## Biografia
Va néixer en una família jueva a Budapest, fill d'Ignác i Henriette Hauser. El 1917, va ser un dels fundadors del "Budapest String Quartet", en el qual va tocar com a primer violí el 1932/33 quan va marxar a Palestina. Va ser un dels fundadors del Conservatori Palestí i també va crear un quartet de corda. A finals de la dècada de 1930 es va traslladar als Estats Units, on va ensenyar al "Bard College" i a la Juilliard School. A finals de 1960 va tornar a Israel.

## Família
La seva dona va ser la pediatra russo-israeliana i organitzadora de salut pública Helena Moiseevna Kagan (1889, Taixkent – 1978, Jerusalem), guardonada amb el Premi Israel (1975); La seva mitja germana era Rachel Cohen-Kagan, membre de la Knesset, nascuda Rachel Lubersky.